# 渡辺香涯
渡辺 香涯（わたなべ こうがい、1874年（明治7年）11月24日‐1961年（昭和36年）9月29日）は明治時代から昭和時代にかけての日本画家。

## 略歴
1874年11月24日に東京府四谷区荒木町に生まれる。名は啓三。1892年（明治25年）に高橋玉淵に入門、また川端玉章にも師事した。1896年（明治29年）の日本絵画協会第1回絵画共進会、1897年（明治30年）春季の日本絵画協会第2回絵画共進会二作品を出品、同年7月に東京美術学校を卒業。同年秋季の日本絵画協会第3回絵画共進会に「木枯」を出品し、二等褒状を得る。1898年（明治31年）春季の日本絵画協会第4回絵画共進会に「秋致」を出品した後、2、3年山形県、群馬県の中学校教員を務めて1900年（明治33年）に帰京する。
1912年（大正6年）から母校の東京美術学校で教鞭を取り、1920年（大正9年）に教授となって1933年（昭和8年）まで務めた。无声会の会員、日本漆工会会員、国華倶楽部員として活躍している。1961年9月29日に没した。

## 作品
- 「新緑」口絵 『新小説』第18年5巻 大正2年 春陽堂